# جون أوهارا (محامي)
جون أوهارا (بالإنجليزية: John O'Hara)‏ هو محامي أمريكي، ولد في 1961.